# Август Фридрих Эбергард Вюртембергский
Август Фридрих Эбергард принц Вюртембергский (1813, Штутгарт — 1885) — немецкий военачальник (на прусской, а с 1871 года — на германской имперской службе). 4 (16) сентября 1843 года был награждён орденом Святого Андрея Первозванного.

## Биография
Третий сын герцога немецкого королевского Дома Вюртемберг Пауля Карла Фридриха Августа (1785—1852), генерал-майора Русской Армии и кавалера орденов Святого Владимира 2-го класса и Святой Анны 1-го класса, и принцессы Шарлотты Саксен-Альтенбургской (1787—1847); младший брат великой княгини Елены Павловны (1807—1873), в девичестве принцессы Фредерики Шарлотты Марии.
В 1831 году он поступил на прусскую службу ротмистром лейб-гвардии полка, в 1858 году стал командиром гвардейского корпуса, в следующем году — генералом кавалерии.
В кампании 1866 года он принимал участие в сражениях при Гервенагоре, Сооре и Кенигингофе и много содействовал блистательному исходу сражения при Кениггреце благодаря своей атаке правого фланга неприятеля и взятию приступом Хлума.
Во время франко-прусской войны его корпус до конца августа 1870 года входил в состав Второй германской армии (под началом принца Фридриха-Карла Прусского), затем Четвёртой или Маасской армии (кронпринца саксонского) и в первый раз был в деле при Гравелотте, где он блистательно, хотя и с большими потерями, сражался при Сент-Прива. Также отличался он при Седане и при осаде Парижа.
По окончании войны Август некоторое время исполнял должность губернатора Берлина, а в 1873 г. был произведён в генерал-адъютанты кавалерии со званием генерал-фельдмаршала, причём его именем был назван один из фортов в Меце.
13 июня 1878 года, после смерти генерал-фельдмаршала Врангеля, получил почётное назначение главнокомандующим Марки. В 1882 году вышел в отставку, получил при этом орден Чёрного орла.

## Награды
- Орден Чёрного орла (1882)
- Орден «Pour le Mérite» (1866)
- Дубовые листья к ордену «Pour le Mérite» (1871)
- Железный крест 1-го и 2-го класса (1871)
- Орден Вюртембергской короны, большой крест (Королевство Вюртемберг)
- Военный орден Святого Генриха (Королевство Саксония)

Российские
- Орден Святого апостола Андрея Первозванного (Россия, 4 (16) сентября 1843)
- Орден Святого Александра Невского (Россия, 4 (16) сентября 1843)
- Орден Белого Орла (Россия, 4 (16) сентября 1843)
- Орден Святой Анны 1-й степени (Россия, 4 (16) сентября 1843)
- Орден Святого Георгия 3-й степени (Россия, 29 сентября (11 октября) 1870